# Соединения благородных газов
Соединения благородных газов — термин, которым обозначаются химические соединения, имеющие в своём составе элемент из группы 18 периодической таблицы. Группа 18 (ранее она называлась группа 0 или группа VIII) включает в себя только благородные (инертные) газы.

## История
Долгое время ученые считали, что благородные газы не могут образовывать соединения, потому что в их электронных оболочках, которые содержат валентные электроны, нет места для большего количества электронов. Это означает, что они не могут принять больше электронов, что делает образование химической связи невозможным. Тем не менее, в 1933 году Лайнус Полинг высказал предположение, что тяжёлые благородные газы могут вступать в реакцию с фтором или кислородом, так как они обладают атомами с наиболее высокой электроотрицательностью. Его предположение оказалось правильным, и соединения благородных газов позже были получены.
Впервые соединение благородного газа было получено канадским химиком Нилом Бартлеттом в 1962 г взаимодействием гексафторида платины с ксеноном. Соединению была присвоена формула XePtF6 (как позже выяснилось — неверная). Сразу после сообщения Бартлета в том же году были получены и простые фториды ксенона. С того времени химия благородных газов стала активно развиваться.

## Виды соединений

### Соединения включения
Соединения благородных газов, где благородные газы включены в кристаллическую или химическую решетку, без образования химической связи, называют соединениями включения. К ним относят, например, гидраты инертных газов, клатраты инертных газов с хлороформом, фенолами и т. д.
Благородные газы могут также образовывать соединения с эндоэдральными фуллеренами, когда атом благородного газа «вталкивается» внутрь молекулы фуллерена.

### Комплексные соединения
В 2000 году было показано, что ксенон может образовывать комплексные соединения с золотом (например, [AuXe4](Sb2F11)2), в качестве лиганда. Получены и комплексные соединения, где лигандом выступает дифторид ксенона.

### Химические соединения
За последние годы получено несколько сотен химических соединений благородных газов (то есть имеющих хотя бы одну связь благородный газ — элемент). Преимущественно это соединения ксенона, так как более легкие газы обладают большей инертностью, а радон — значительной радиоактивностью. Для криптона известны чуть более десятка соединений (в основном это комплексы дифторида криптона), для радона известен фторид неизвестного состава. Для газов легче криптона известны только соединения в матрице твердых инертных газов (например, HArF), которые разлагаются при криогенных температурах.
Для ксенона известны соединения, где имеются связи Xe-F, Xe-O, Xe-N, Xe-B, Xe-C, Xe-Cl. Почти все они фторированы в той или иной степени и разлагаются при нагревании.
- https://web.archive.org/web/20080402042629/http://www.webelements.com/webelements/elements/
- Khriachtchev, Leonid; Räsänen, Markku; Gerber, R. Benny. Noble-Gas Hydrides: New Chemistry at Low Temperatures (англ.) // Accounts of Chemical Research[англ.] : journal. — 2009. — Vol. 42, no. 1. — P. 183. — doi:10.1021/ar800110q. — PMID 18720951.